# Ella Guru
Ella Guru, de son vrai nom Ella Drauglis, née le 24 mai 1966, est une peintre stuckiste et musicienne d'origine américaine, vivant aujourd'hui à Londres.
Ella Guru est née dans l'Ohio, et est diplômée de l'université d'État de l'Ohio. Elle quitte les États-Unis en 1991 pour s'installer à Londres. En 1993, elle se fait connaître du public en tant que guitariste des Voodoo Queens, un groupe riot grrrl entièrement féminin qui devient rapidement numéro 1 des Indie charts à cette époque. 
En 1999, elle fait partie des douze membres fondateurs du mouvement artistique stuckiste, et prend part à des manifestations contre le prix Turner devant le Tate Britain.

## Galerie

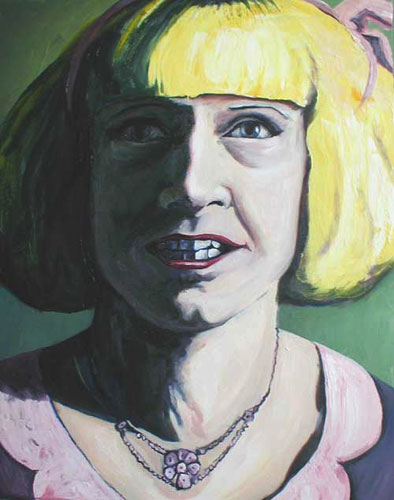
Grayson Perry
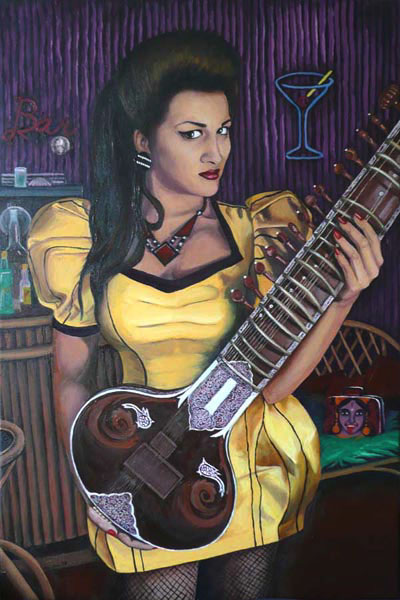
Bishi
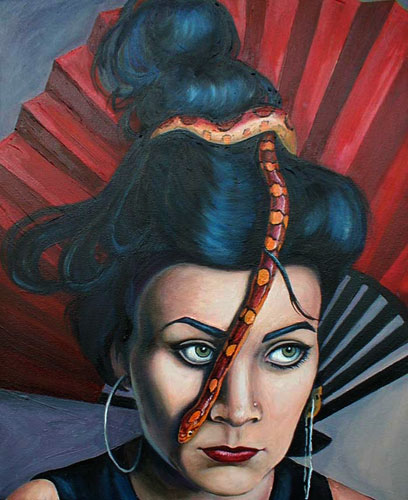
Fan and Snake
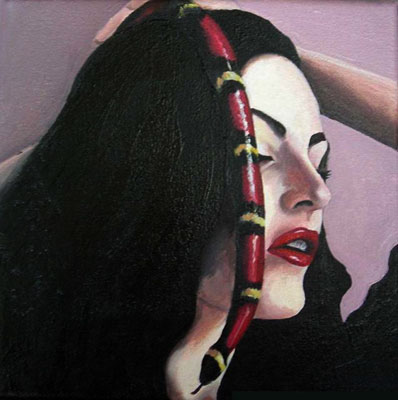
Snake 4

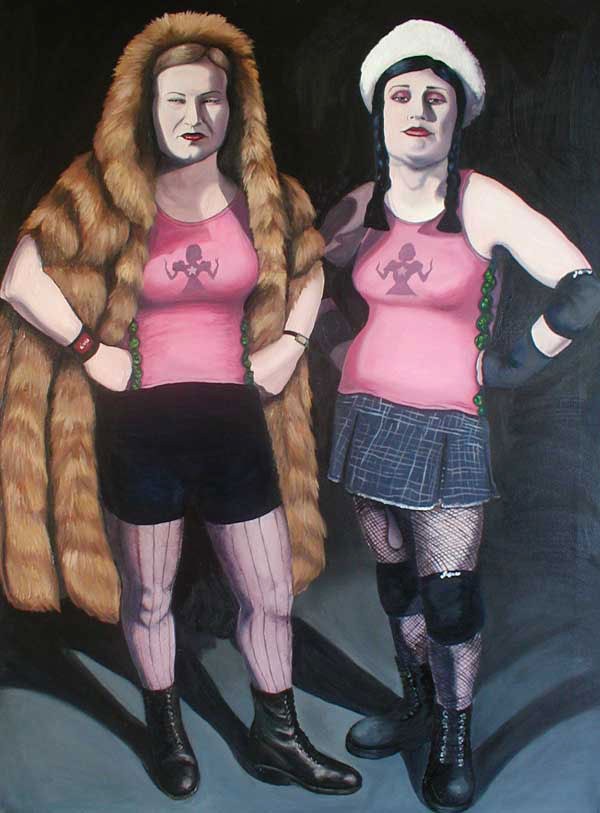
Female Wrestlers
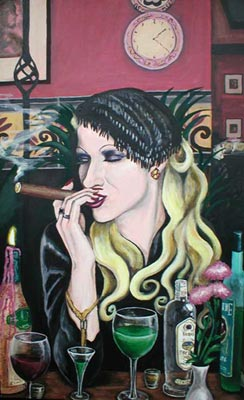
The Forcibly Bewitched
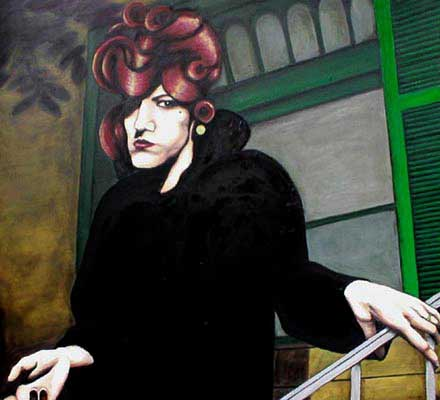
Goodby Columbus